# 씽킹 플레이그
씽킹 플레이그는 미국의 아방가르드 프로그레시브 록 밴드이다. 덴버에서 마이크 존슨, 밥 드레이크에 의해 1982년 결성되었다. 그들의 음악 록, 포크, 재즈, 현대음악 등이 뒤섞여있다. 흔히 RIO의 흐름에 있는 밴드로 간주되며 특히 헨리 카우와 아트 베어즈의 영향이 짙다. 마이크 존슨은 RIO에 묶이는 것을 싫어한다고 한다.

## 역사

### ... A Thinking Plague
마이크 존슨 과 밥 드레이크는 1978년에 만나서 몇몇 카피밴드를 전전했다. 그들은 1980년부터 실험을 시작해 1982년에는 공연하기에 충분한 곡들을 마련한 상태였다. 멤버를 모아 공연을 다녔지만 그리 호평을 받진 못했고 이 첫번째 씽킹 플레이그의 구성으로 1983년에 앨범을 낸다. 밴드명 씽킹 플레이그는 번역하면 생각이란 전염병. 이것은 생각, 분석하는 것을 멈출 수 없는 지적 존재에게 박혀있는 강박을 말하는 것이다.
패킹 하우스 스튜디오라는 거창한 이름이지만 실은 오래된 지하 도살장인 스튜디오에서 거친 8트랙 녹음기로 녹음한 것을 ...A Thinking Plague란 타이틀로 1984년에 자신들의 레이블에서 찍었다. 500장만 만들었고 자켓은 드레이크가 스프레이를 이용해 스탠실 판화 형태로 만들었다. 한정된 자원과 로우 파이 풍의 결과물에도 불구하고 ReR레코드와 웨이사이드가 음반 배급을 맡았으며 꽤 좋은 평을 받았다.
1985년에 존슨과 드레이크는 새 앨범을 녹음한다. 도살장 스튜디오를 나와서 덴버 어딘가의 저예산 스튜디오를 찾았다. 밴드는 이미 해산상태였고 새로운 뮤지션들을 모아 레코딩을 했는데 이전처럼 제대로 된 방식은 전혀 모른 채 되는대로 두번째 앨범 Moonsongs를 녹음했다. 15분짜리 타이틀곡은 "무속적-이교도적-앰비언트-반물질주의 아방가르드 장례곡" 정도의 평가를 받았다. 카세트 정도 발매하고 끝날뻔 했던 음반이지만 LP도 찍었고 프로그레시브 록, 아방가르드 록 밴드라는 명성을 얻게 되었다.
나름의 성공에 뒤이어 87년에 덴버에서 공연을 많이 했으며 소닉 유스의 오프닝 무대에 서기도 했다. 그 와중에 멤버들은 또 해산상태가 되어 밴드는 새로 만들어져야 했다. 밥 드레이크는 베이스에서 드럼으로 포지션을 바꾸었다.

### In This Life
새 앨범을 녹음하기 위해 여러 곳에서 리허설을 가졌는데 그중에는 꽤 큰 요구르트 공장도 있었다. 존슨과 수잔 루이스는 작곡을 하면서 새로운 악기들과 여러 샘플, 그리고 아프리카나 발리의 타악기 등 다양한 소리를 활용했다. 프레드 프리스를 게스트로 불러 녹음하기도 했다. 드레이크가 앨범 제작의 전반을 도맡아 작업했으며 1988년 상반기를 다 보내고 녹음이 마무리되었다. 그 즈음 ReR 레코드의 사장인 크리스 커틀러가 페레 우부와 함께 덴버에 공연을 왔었는데 존슨은 커틀러에게 녹음 테이프를 들어보라고 건네주었고 커틀러는 ReR에서 앨범을 내자는 제안을 했다.
In This Life는 세계 배급이 이루어졌으며 전세계 아방가르드 록 팬들에게 지지를 얻었다. 하지만 성공은 짧았던 것이 수잔 루이스가 뉴욕으로 이주하고 나서 다른 여성보컬을 채용해봤지만 결과가 좋진 않았고 원격으로 함께 작업하는 것은 어려웠다. 그리고 드레이크도 LA에서 엔지니어로 일하게 되어 사실상 밴드는 또 해산상태가 되었다.
LA에서 드레이크는 5uu's의 리더인 드러머 데이브 커만을 만나 그의 밴드에서 활동하게 된다. 커만도 씽킹 플레이그에 관심이 생겨 밴드에 합류하게 되었고 수잔 루이스 역시 먼 거리지만 어떻게든 밴드를 다시 해보자고 해서 1990년에 밴드가 다시 갖춰진다. 원거리 리허설과 레코딩을 병행하면서 종종 5uu's의 공연도 함께 했다.

### In Extremis

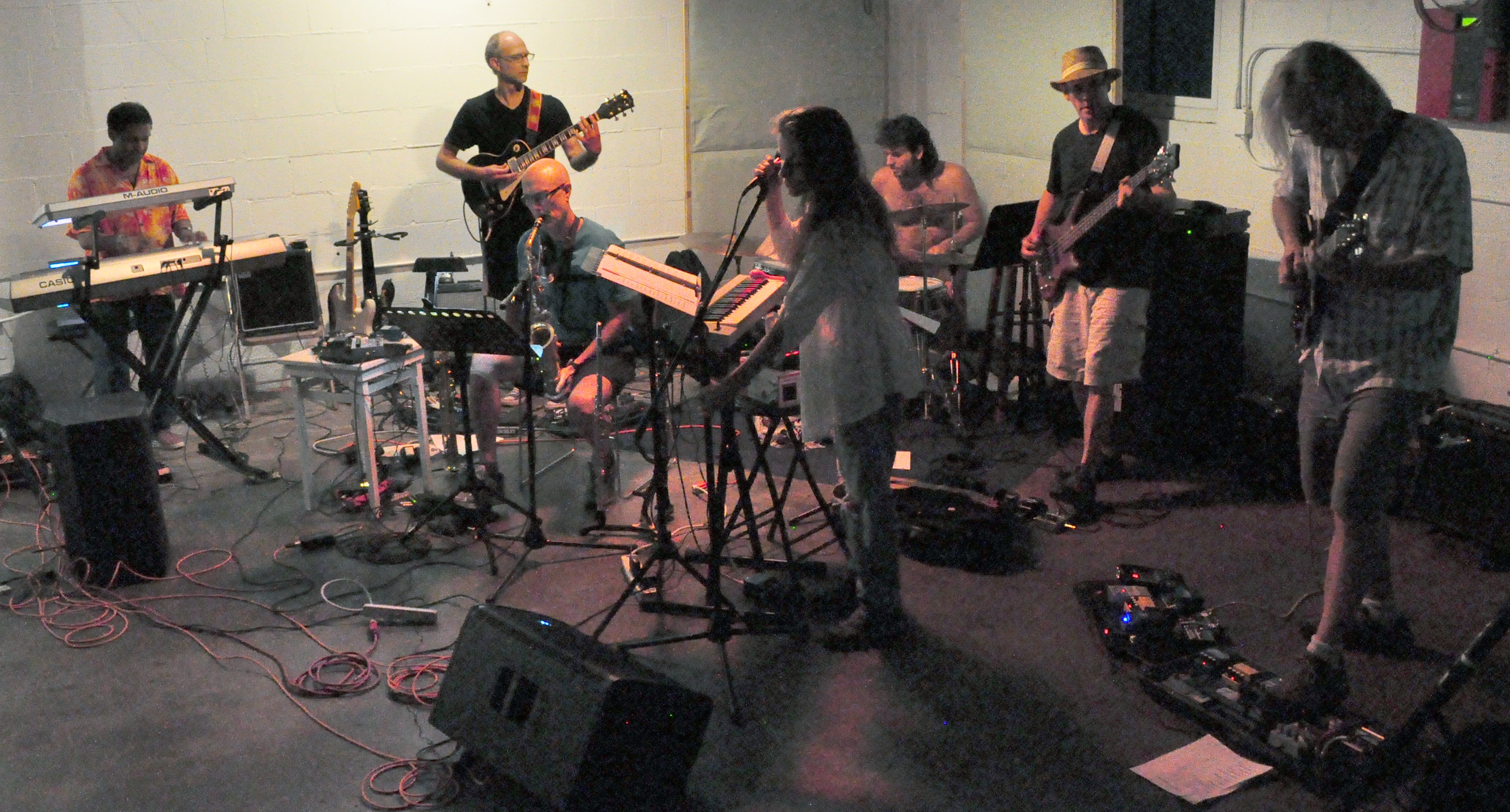
올림피아 실험음악 축제, 2013년 6월

존슨은 또다른 아방 록 밴드인 햄스터 시어터에 참여하게 되었는데 거기서 베이스 연주자 데이브 윌리를 씽킹 플레이그에 가입시킨다. 데이브는 여성 보컬 데보라 페리를 추천해서 새로운 밴드로 앨범을 녹음하게 된다. 1998년에 마무리된 결과를 프랑스에 살고있던 밥 드레이크에게 보내서 마무리를 맡겼다. 그 결과물이 큐니폼에서 발매된 In Extremis다.
새 앨범은 평단에서 좋은 평가를 얻어 투어를 다니게 된다. 1999년에는 프로그 데이 페스티벌, 2000년에는 니어페스트에서 공연했고 니어페스트 공연은 라이브 앨범으로도 나왔다. 2000년 7월엔 프랑스와 이탈리아 공연도 진행했다.
유럽공연 후에 데이브 커만과 밥 드레이크가 밴드를 떠나고 새 앨범 A History of Madness가 녹음되었다.

## 음반 목록
- ...A Thinking Plague (1984, LP, Endemic Music, US)
- Moonsongs (1986, LP, Dead Man's Curve Records, UK)
  - Early Plague Years (2000, CD, Cuneiform Records, US) – remastered releases by Bob Drake of first two LPs
- In This Life (1989, CD, Recommended Records, UK)
- In Extremis (1998, CD, Cuneiform Records, US)
- A History of Madness (2003, CD, Cuneiform Records, US)
- Upon Both Your Houses (live at NEARfest 2000) (2004, CD, NEARfest Records, US)
- Decline and Fall (2012, CD, Cuneiform Records, US)